# Останнє місце на Землі
Останнє місце на Землі (The Last Place on Earth) — британський міні-серіал телекомпанії «Central Independent Television» режисера Фердінанда Ферфакса, який вийшов у 1985 році. Фільм складається з семи епізодів. В основу сценарію покладена книга «Скотт і Амундсен» журналіста Роланда Хантфорда. Книга поєднує біографії двох відкривачів Південного полюса: біографії Роберта Скотта і Руаля Амундсена і розповідає історію підкорення Південного полюса.

## Історія
Міні-серіал у жанрі драми. Режисер фільму — Фердінанд Фейрфакс, сценарій фільму підготував Тревор Гріффітс.
1 червня 2001 року студія Bfs Entertainment випустила міні-серіал на DVD.
Пізніше книга Хантфорда була перевидана під іншою назвою «The Last Place on Earth» (The Last Place on Earth, Roland Huntford, 1999, Modern Library Exploration, ISBN 978-0375754746). У книзі стверджується, що експедиція Амундсена була добре спланована і тому здобула тріумф. Наголошується на помилках Скотта і його неадекватній поведінці протягом експедиції.

## Актори
Роль Роберта Скотта виконав британський актор Мартін Шоу, роль Амундсена — норвежець Сверре Анкер Оусдаль. Фільм знімали в районі затоки Фробішер на Баффінова Землі (Канадський Арктичний архіпелаг). Актор Макс фон Сюдов зіграв роль Фрітьофа Нансена. Річард Вілсон виступив у ролі Джона Скотта Келті, секретаря Королівського географічного товариства. Сильвестр Маккой зіграв роль лейтенанта Генрі Бауерса. Пет Роуч виконав роль Едгара Еванса. Для акторів Білл Найі, Хью Грант, Епслі Черрі-Гаррард цей міні-серіал став початком у акторській кар'єрі.